# Quincy-Basse
 Quincy-Basse  es una población y comuna francesa, en la región de Picardía, departamento de Aisne, en el distrito de Laon y cantón de Coucy-le-Château-Auffrique.

## Demografía
| 58 | 54 | 53 | 59 | 60 | 68 |
| Para los censos de 1962 a 1999 la población legal corresponde a la población sin duplicidades (Fuente: INSEE [Consultar]) |    |    |    |    |    |